# Hemandradenia mannii
Hemandradenia mannii är en tvåhjärtbladig växtart som beskrevs av Otto Stapf. Hemandradenia mannii ingår i släktet Hemandradenia och familjen Connaraceae. Inga underarter finns listade i Catalogue of Life.